# Face Off!
Face Off!, scritto anche FaceOff! su copertine e dischi, è un videogioco sportivo di hockey su ghiaccio sviluppato dalla canadese Mindspan Technologies e pubblicato nel 1987 per Commodore 64 e nel 1989 per MS-DOS da Gamestar, divenuta una sussidiaria di Activision.
Il gioco può comprendere anche una componente manageriale e una sua peculiarità è la presenza di sequenze giocabili di scazzottate tra due hockeisti arrabbiati.

## Modalità di gioco
Si possono giocare singole partite amichevoli oppure campionati, questi ultimi anche dal punto di vista manageriale. Le partite si possono affrontare in giocatore singolo o a due giocatori, in modo competitivo oppure nella stessa squadra contro il computer. In ogni incontro sono impostabili durata dei tempi, velocità di gioco, difficoltà del computer, ristrettezza delle regole e numero di giocatori in campo per squadra (2, 4 o 6).
Il campo è orientato in orizzontale con effetto di prospettiva; l'inquadratura segue il dischetto, con scorrimento in orizzontale e un poco anche in verticale (in DOS lo scorrimento venne giudicato poco fluido, ma c'è un'opzione per ridurlo dividendo il campo in tre parti).
Il giocatore controlla sempre lo stesso hockeista durante un'azione, senza possibilità di cambiarlo, ma quando il dischetto è in possesso di un compagno controllato dal computer gli si può richiedere di passarlo.
Quando un hockeista è in prossimità della porta avversaria e pronto per il tiro, l'inquadratura cambia e vengono mostrati in grande soltanto l'attaccante e il portiere, da davanti alla porta, durante la sequenza del tiro.
In caso di fallo, a volte si ha una sequenza in cui due hockeisti si tolgono i guanti e si prendono a pugni a bordo campo. La visuale diventa di lato e ravvicinata, sotto lo sguardo dei tifosi, e il giocatore affronta un picchiaduro bidimensionale. Il perdente viene trascinato alla panca delle penalità.
Sia le inquadrature dei tiri sia quelle delle zuffe sono opzionali e si possono disabilitare.
Su Commodore 64 ci sono anche le opzioni per fare direttamente pratica nel tiro, parata e zuffa.
Il campionato comprende venti squadre di città canadesi e statunitensi, ma senza simboli o nomi di giocatori reali. Si può decidere il numero di partite da disputare prima dei playoff, nella stessa divisione o interdivisione. Si effettuano la compravendita degli hockeisti, l'impostazione delle formazioni, basate su tre linee, e degli schemi di gioco. Gli schemi definiscono movimenti, passaggi e tiri in un'intera azione della squadra e si possono tracciare graficamente su una piantina del campo, per poi essere salvati e assegnati a qualunque squadra.